# Fußball-Südostasienmeisterschaft 2022
Die 14. Fußball-Südostasienmeisterschaft (offiziell 2022 AFF Championship, aus Sponsorengründen auch 2022 AFF Mitsubishi Electric Cup genannt) wurde vom 20. Dezember 2022 bis zum 16. Januar 2023, wie bereits die Austragung 2018, ohne Gastgeberland komplett mit Hin- und Rückspielen ausgetragen.
Elf Mannschaften aus dem südostasiatischen Raum spielten um den Titel des Südostasienmeisters. Mit Australien hatte ein Mitglied der ASEAN Football Federation (AFF), wie schon seit dem Beitritt 2013 üblich, nicht teilgenommen. Titelverteidiger war die Mannschaft aus Thailand.

## Spielorte
Für das ohne Gastgeberland stattfindende Turnier waren für die Gruppenphase ursprünglich zehn Spielorte mit ebensovielen Stadien geplant. Da Brunei aber über kein von der AFF zugelassenes Stadion verfügte, musste es seine Heimspiele im neutralen Kuala Lumpur Stadium in der namensgebenden malaysischen Hauptstadt austragen. Mit Ausnahme Thailands spielten die restlichen Mannschaften ihre Heimspiele in ihrer jeweiligen Hauptstadt.
Fünf der zehn Stadien verfügten über eine Kapazität zwischen 18.000 und 42.000 Zuschauern. Das größte Stadion war das Bukit Jalil National Stadium in Malaysia mit einer Kapazität von fast 87.500 Zuschauern, das kleinste Stadion hingegen, das Jalan Besar Stadium in Singapur, bot Platz für 6.000 Zuschauer.
| Hanoi                                      | Jakarta                                          | Kuala Lumpur                                   | Kuala Lumpur                           |
| ------------------------------------------ | ------------------------------------------------ | ---------------------------------------------- | -------------------------------------- |
| Mỹ Đình National Stadium Kapazität: 40.192 | Gelora Bung Karno Stadium Kapazität: 77.193      | Bukit Jalil National Stadium Kapazität: 87.411 | Kuala Lumpur Stadium Kapazität: 18.000 |
| Mỹ Đình National Stadium                   | Gelora Bung Karno Stadium                        | Bukit Jalil National Stadium                   | Kuala Lumpur Stadium                   |
| Manila                                     | Phnom Penh                                       | Rangun                                         | Singapur                               |
| Rizal Memorial Stadium Kapazität: 12.000   | Morodok Techo National Stadium Kapazität: 60.000 | Thuwunna Stadium Kapazität: 32.000             | Jalan Besar Stadium Kapazität: 6.000   |
| Rizal Memorial Stadium                     |                                                  | Thuwunna Stadium                               | Jalan Besar Stadium                    |
| Tha Khlong                                 | Vientiane                                        |                                                |                                        |
| Thammasat Stadium Kapazität: 25.000        | New Laos National Stadium Kapazität: 25.000      |                                                |                                        |
| Thammasat Stadium                          | New Laos National Stadium                        |                                                |                                        |

## Modus
Nachdem das vorherige Turnier im Dezember 2021 aufgrund der Corona-Pandemie wieder in einem einzelnen Gastgeberland stattfinden musste, wurde die Austragung 2022 wieder komplett mit Hin- und Rückspielen ausgetragen. Der Modus entsprach dem Turnier 2018. Zunächst wurde zwischen den beiden schwächsten Mannschaften der AFF in einer Qualifikationsrunde mit Hin- und Rückspiel der letzte Gruppenteilnehmer ausgespielt. Die anderen neun Mannschaften waren für diese bereits gesetzt.
Für die Gruppenphase wurden zwei Gruppen mit jeweils fünf Mannschaften gebildet. Innerhalb der Gruppen hatte jeder Teilnehmer jeweils zwei Heim- und zwei Auswärtsspiele gegen die anderen vier Mannschaften ihrer Gruppe austragen. Die beiden besten Teams jeder Gruppe erreichen die Finalrunde. Sowohl das Halbfinale als auch das Finale wurden, wie seit dem Turnier 2004 üblich, ebenfalls in Hin- und Rückspiel ausgetragen. Ein Spiel um den dritten Platz wurde seit 2007 nicht mehr ausgespielt.

## Teilnehmer

### Qualifikation
Das Hinspiel fand am 5. November und das Rückspiel am 8. November 2022 statt. Die beiden Partien wurden in der bruneiischen Hauptstadt Bandar Seri Begawan ausgetragen.
|        | Gesamt |          | Hinspiel | Rückspiel |
| ------ | ------ | -------- | -------- | --------- |
| Brunei | 6:3    | Osttimor | 6:2      | 0:1       |

### Auslosung
Die Gruppenauslosung fand am 30. August 2022 in der thailändischen Hauptstadt Bangkok statt. Die Mannschaften wurden dabei nach ihren Ergebnissen der letzten Turniere auf fünf Lostöpfe verteilt und in zwei Gruppen mit je fünf Mannschaften gelost. Der zum Zeitpunkt der Auslosung noch unbekannte Sieger der Qualifikation wurde dem letzten Topf zugeordnet.
| Gruppe A            | Gruppe B         |
| ------------------- | ---------------- |
| Thailand (Kader)    | Vietnam (Kader)  |
| Philippinen (Kader) | Malaysia (Kader) |
| Indonesien (Kader)  | Singapur (Kader) |
| Kambodscha (Kader)  | Myanmar (Kader)  |
| Brunei (Kader)      | Laos (Kader)     |

## Gruppenphase

### Gruppe A
| Pl. | Land        | Sp. | S | U | N | Tore    | Diff. | Punkte |
| --- | ----------- | --- | - | - | - | ------- | ----- | ------ |
| 1.  | Thailand    | 4   | 3 | 1 | 0 | 013:200 | +11   | 10     |
| 2.  | Indonesien  | 4   | 3 | 1 | 0 | 012:300 | +9    | 10     |
| 3.  | Kambodscha  | 4   | 2 | 0 | 2 | 010:800 | +2    | 06     |
| 4.  | Philippinen | 4   | 1 | 0 | 3 | 008:100 | −2    | 03     |
| 5.  | Brunei      | 4   | 0 | 0 | 4 | 002:220 | −20   | 0      |

| 20. Dezember 2022, 17:00 Uhr (11:00 Uhr MEZ) in Phnom Penh   |   |             |           |
| Kambodscha                                                   | – | Philippinen | 3:2 (2:1) |
| 20. Dezember 2022, 20:30 Uhr (13:30 Uhr MEZ) in Kuala Lumpur |   |             |           |
| Brunei                                                       | – | Thailand    | 0:5 (0:2) |
| 23. Dezember 2022, 16:30 Uhr (10:30 Uhr MEZ) in Jakarta      |   |             |           |
| Indonesien                                                   | – | Kambodscha  | 2:1 (2:1) |
| 23. Dezember 2022, 18:00 Uhr (11:00 Uhr MEZ) in Manila       |   |             |           |
| Philippinen                                                  | – | Brunei      | 5:1 (2:0) |
| 26. Dezember 2022, 18:00 Uhr (11:00 Uhr MEZ) in Kuala Lumpur |   |             |           |
| Brunei                                                       | – | Indonesien  | 0:7 (0:2) |
| 26. Dezember 2022, 19:30 Uhr (13:30 Uhr MEZ) in Tha Khlong   |   |             |           |
| Thailand                                                     | – | Philippinen | 4:0 (2:0) |
| 29. Dezember 2022, 16:30 Uhr (10:30 Uhr MEZ) in Jakarta      |   |             |           |
| Indonesien                                                   | – | Thailand    | 1:1 (0:0) |
| 29. Dezember 2022, 17:00 Uhr (11:00 Uhr MEZ) in Phnom Penh   |   |             |           |
| Kambodscha                                                   | – | Brunei      | 5:1 (1:1) |
| 2. Januar 2023, 19:30 Uhr (13:30 Uhr MEZ) in Tha Khlong      |   |             |           |
| Thailand                                                     | – | Kambodscha  | 3:1 (1:0) |
| 2. Januar 2023, 20:30 Uhr (13:30 Uhr MEZ) in Manila          |   |             |           |
| Philippinen                                                  | – | Indonesien  | 1:2 (0:2) |

### Gruppe B
| Pl. | Land     | Sp. | S | U | N | Tore    | Diff. | Punkte |
| --- | -------- | --- | - | - | - | ------- | ----- | ------ |
| 1.  | Vietnam  | 4   | 3 | 1 | 0 | 012:000 | +12   | 10     |
| 2.  | Malaysia | 4   | 3 | 0 | 1 | 010:400 | +6    | 09     |
| 3.  | Singapur | 4   | 2 | 1 | 1 | 006:600 | ±0    | 07     |
| 4.  | Myanmar  | 4   | 0 | 1 | 3 | 004:900 | −5    | 01     |
| 5.  | Laos     | 4   | 0 | 1 | 3 | 002:150 | −13   | 01     |

| 21. Dezember 2022, 16:30 Uhr (11:00 Uhr MEZ) in Rangun       |   |          |           |
| Myanmar                                                      | – | Malaysia | 0:1 (0:0) |
| 21. Dezember 2022, 19:30 Uhr (13:30 Uhr MEZ) in Vientiane    |   |          |           |
| Laos                                                         | – | Vietnam  | 0:6 (0:2) |
| 24. Dezember 2022, 18:00 Uhr (11:00 Uhr MEZ) in Singapur     |   |          |           |
| Singapur                                                     | – | Myanmar  | 3:2 (1:1) |
| 24. Dezember 2022, 20:30 Uhr (13:30 Uhr MEZ) in Kuala Lumpur |   |          |           |
| Malaysia                                                     | – | Laos     | 5:0 (1:0) |
| 27. Dezember 2022, 17:00 Uhr (11:00 Uhr MEZ) in Vientiane    |   |          |           |
| Laos                                                         | – | Singapur | 0:2 (0:1) |
| 27. Dezember 2022, 19:30 Uhr (13:30 Uhr MEZ) in Hanoi        |   |          |           |
| Vietnam                                                      | – | Malaysia | 3:0 (1:0) |
| 30. Dezember 2022, 16:30 Uhr (11:00 Uhr MEZ) in Rangun       |   |          |           |
| Myanmar                                                      | – | Laos     | 2:2 (1:1) |
| 30. Dezember 2022, 20:30 Uhr (13:30 Uhr MEZ) in Singapur     |   |          |           |
| Singapur                                                     | – | Vietnam  | 0:0       |
| 3. Januar 2023, 19:30 Uhr (13:30 Uhr MEZ) in Hanoi           |   |          |           |
| Vietnam                                                      | – | Myanmar  | 3:0 (2:0) |
| 3. Januar 2023, 20:30 Uhr (13:30 Uhr MEZ) in Kuala Lumpur    |   |          |           |
| Malaysia                                                     | – | Singapur | 4:1 (1:0) |

## Finalrunde

### Halbfinale

#### Hinspiele
| 6. Januar 2023, 16.30 Uhr (10:30 Uhr MEZ) in Jakarta      |   |          |           |
| Indonesien                                                | – | Vietnam  | 0:0       |
| 7. Januar 2023, 20.30 Uhr (13:30 Uhr MEZ) in Kuala Lumpur |   |          |           |
| Malaysia                                                  | – | Thailand | 1:0 (1:0) |

- Schiedsrichter:  Omar al-Yaqoubi und  Kim Dae-yong

#### Rückspiele
| 9. Januar 2023, 19.30 Uhr (13:30 Uhr MEZ) in Hanoi       |   |            |           |
| Vietnam                                                  | – | Indonesien | 2:0 (1:0) |
| 10. Januar 2023, 19.30 Uhr (13:30 Uhr MEZ) in Tha Khlong |   |            |           |
| Thailand                                                 | – | Malaysia   | 3:0 (1:0) |

- Schiedsrichter:  Yusuke Araki und  Adham Makhadmeh

### Finale

#### Hinspiel
| Vietnam                                                                          | Vietnam | Thailand | Thailand |
| -------------------------------------------------------------------------------- | --- | --- | -------- |
| Vietnam                                                                          | \| 13. Januar 2023 um 19:30 Uhr (13:30 Uhr MEZ) in Hanoi (Mỹ Đình National Stadium) \| \| Ergebnis: 2:2 (1:0) \| \| Zuschauer: 38.539 \| \| Schiedsrichter: Ko Hyung-jin ( Südkorea) \| \| Spielbericht \| | \| 13. Januar 2023 um 19:30 Uhr (13:30 Uhr MEZ) in Hanoi (Mỹ Đình National Stadium) \| \| Ergebnis: 2:2 (1:0) \| \| Zuschauer: 38.539 \| \| Schiedsrichter: Ko Hyung-jin ( Südkorea) \| \| Spielbericht \| | Thailand |
| Vietnam                                                                          | Đặng Văn Lâm – Đoàn Văn Hậu, Bùi Tiến Dũng (85. Nguyễn Thanh Bình), Quế Ngọc Hải, Đỗ Duy Mạnh (58. Bùi Hoàng Việt Anh), Hồ Tấn Tài (85. Vũ Văn Thanh) – Nguyễn Quang Hải (79. Nguyễn Văn Quyết), Nguyễn Hoàng Đức, Đỗ Hùng Dũng – Nguyễn Tiến Linh, Phạm Tuấn Hải (58. Phan Văn Đức) Cheftrainer: Park Hang-seo ( Südkorea) | Kampol Pathomakkakul – Suphanan Bureerat, Pansa Hemviboon, Kritsada Kaman, Sasalak Haiprakhon – Poramet Arjvirai (79. Bordin Phala), Peeradon Chamratsamee, Theerathon Bunmathan , Sarach Yooyen (79. Sumanya Purisai), Weerathep Pomphan – Adisak Kraisorn (74. Ekanit Panya) Cheftrainer: Alexandré Pölking ( Deutschland) | Thailand |
| Vietnam                                                                          | 1:0 Nguyễn Tiến Linh (24.) 2:2 Vũ Văn Thanh (88.) | 1:1 Poramet Arjvirai (48.) 1:2 Peeradon Chamratsamee (63.) | Thailand |
| Vietnam                                                                          | Quế Ngọc Hải (41.), Nguyễn Hoàng Đức (52.) | Sasalak Haiprakhon (69.), Theerathon Bunmathan (80.) | Thailand |
| Vietnam                                                                          | Spieler des Spiels: Theerathon Bunmathan (Thailand) | | Thailand |
| 13. Januar 2023 um 19:30 Uhr (13:30 Uhr MEZ) in Hanoi (Mỹ Đình National Stadium) | | |          |
| Ergebnis: 2:2 (1:0)                                                              | | |          |
| Zuschauer: 38.539                                                                | | |          |
| Schiedsrichter: Ko Hyung-jin ( Südkorea)                                         | | |          |
| Spielbericht                                                                     | | |          |

#### Rückspiel
| Thailand                                                                       | Thailand | Vietnam | Vietnam |
| ------------------------------------------------------------------------------ | --- | --- | ------- |
| Thailand                                                                       | \| 16. Januar 2023 um 19.30 Uhr (13:30 Uhr MEZ) in Tha Khlong (Thammasat Stadium) \| \| Ergebnis: 1:0 (0:0) \| \| Zuschauer: 19.306 \| \| Schiedsrichter: Jumpei Iida ( Japan) \| \| Spielbericht \| | \| 16. Januar 2023 um 19.30 Uhr (13:30 Uhr MEZ) in Tha Khlong (Thammasat Stadium) \| \| Ergebnis: 1:0 (0:0) \| \| Zuschauer: 19.306 \| \| Schiedsrichter: Jumpei Iida ( Japan) \| \| Spielbericht \| | Vietnam |
| Thailand                                                                       | Kampol Pathomakkakul – Sasalak Haiprakhon (90.+2 Chalermsak Aukkee), Weerathep Pomphan (88. Sumanya Purisai), Pansa Hemviboon, Kritsada Kaman, Suphanan Bureerat – Sarach Yooyen (73. Jakkapan Praisuwan), Theerathon Bunmathan , Peeradon Chamratsamee – Adisak Kraisorn (73. Ekanit Panya), Poramet Arjvirai (72. Bordin Phala) Cheftrainer: Alexandré Pölking ( Deutschland) | Đặng Văn Lâm – Vũ Văn Thanh (68. Nguyễn Thành Chung), Bùi Hoàng Việt Anh (46. Đỗ Duy Mạnh), Quế Ngọc Hải, Nguyễn Thanh Bình, Đoàn Văn Hậu – Đỗ Hùng Dũng (75. Nguyễn Văn Toàn), Nguyễn Hoàng Đức, Nguyễn Tuấn Anh (36. Nguyễn Quang Hải) – Nguyễn Tiến Linh, Phan Văn Đức (46. Phạm Tuấn Hải) Cheftrainer: Park Hang-seo ( Südkorea) | Vietnam |
| Thailand                                                                       | 1:0 Theerathon Bunmathan (24.) | | Vietnam |
| Thailand                                                                       | Bordin Phala (77.), Suphanan Bureerat (84.) | Vũ Văn Thanh (29.), Phan Văn Đức (39.), Nguyễn Tiến Linh (59.), Quế Ngọc Hải (86.), Nguyễn Thanh Bình (89.) | Vietnam |
| Thailand                                                                       | Peeradon Chamratsamee (90.+5') | | Vietnam |
| Thailand                                                                       | Spieler des Spiels: Theerathon Bunmathan (Thailand) | | Vietnam |
| 16. Januar 2023 um 19.30 Uhr (13:30 Uhr MEZ) in Tha Khlong (Thammasat Stadium) | | |         |
| Ergebnis: 1:0 (0:0)                                                            | | |         |
| Zuschauer: 19.306                                                              | | |         |
| Schiedsrichter: Jumpei Iida ( Japan)                                           | | |         |
| Spielbericht                                                                   | | |         |

## Schiedsrichter
Hauptschiedsrichter:
- Chen Hsin-chuan
- Tam Ping Wun
- Yūsuke Araki
- Jumpei Iida
- Hiroki Kasahara
- Ryūji Satō
- Yudai Yamamoto
- Adham Makhadmeh
- Ahmed al-Ali
- Omar al-Yaqoubi
- Mohammed al-Hoish
- Majed al-Shamrani
- Choi Hyun-jai
- Kim Dae-yong
- Kim Hee-gon
- Kim Jong-hyeok
- Ko Hyung-jin
- Omar al-Ali
- Aziz Asimov

Schiedsrichterassistenten:
- Mohammad Faisal Ali
- So Kai Man
- Nurhadi Sulchan
- Bambang Syamsudar
- Yusuke Hamamoto
- Jun Mihara
- Isao Nishihashi
- Takumi Takagi
- Yosuke Takebe
- Kōta Watanabe
- Hamza Adel Abu Obaid
- Mohammad al-Kalaf
- Ahmad al-Roalleh
- Ahmad Mansour Samara Muhsen
- Bang Ki-yeol
- Jang Jong-pil
- Kang Dong-ho
- Kwak Seung-soon
- Park Kyun-yong
- Park Sang-jun
- Song Bong-keun
- Omar Ali al-Jamal
- Faisal Nasser al-Qahtani
- Abdulrahim al-Shammari
- Khalaf Zaid al-Shammari
- Fahad Awaiedh al-Umri
- Kilar Ladsavong
- Mohd Arif Shamil Abdul Rasid
- Hamed Talib al-Ghafri
- Faisal Eid Alshammari
- Juma al-Burshaid
- Yousuf al-Shamari
- Ronnie Koh Min Kiat
- Chen Hsiao-en
- Apichit Nophuan
- Tanate Chuchuen
- Supawan Hinthong
- Pattarapong Kijsathit
- Jasem Abdulla al-Ali
- Timur Gaynullin
- Nguyễn Trung Hậu

Vierte Offizielle:
- Abdul Hakim Mohd Haidi
- Chy Samdy
- Thoriq Alkatiri
- Xaypaseuth Phongsanit
- Souei Vongkham
- Yaasin Hanafiah
- Muhammad Usaid Jamal
- Nazmi Nasaruddin
- Mohd Amirul Izwan Yaacob
- Kyaw Zwall Lwin
- Clifford Daypuyat
- Songkran Bunmeekiart
- Pansa Chaisanit
- Mongkolchai Pechsri
- Sivakorn Pu-udom
- Warintorn Sassadee
- Torphong Somsing
- Ahmad A'Qashah
- Muhammad Taqi
- Ngô Duy Lân

## Beste Torschützen
Nachfolgend sind die besten Torschützen des Turnieres aufgeführt. Bei gleicher Anzahl an Toren sind die Spieler zunächst nach der Anzahl der Vorlagen und anschließend nach den Spielminuten sortiert.
| Rang                   | Nat         | Spieler             | Tore | Vorlagen | Spielminuten |
| ---------------------- | ----------- | ------------------- | ---- | -------- | ------------ |
| 01                     | Thailand    | Teerasil Dangda     | 6    | 2        | 425          |
| 02                     | Vietnam     | Nguyễn Tiến Linh    | 6    | 0        | 544          |
| 03                     | Malaysia    | Faisal Halim        | 4    | 0        | 488          |
| 04                     | Philippinen | Sebastian Rasmussen | 3    | 1        | 120          |
| 05                     | Myanmar     | Maung Maung Lwin    | 3    | 0        | 221          |
| 06                     | Philippinen | Kenshiro Daniels    | 3    | 0        | 287          |
| 07                     | Malaysia    | Stuart Wilkin       | 3    | 0        | 440          |
| Stand: 16. Januar 2023 |             |                     |      |          |              |